# باشگاه فوتبال ان‌ئی‌سی نیمیخن
باشگاه فوتبال اِن‌ئی‌سی نِیمیخن (به هلندی: NEC Nijmegen) که بیشتر با عنوان اِن‌ئی‌سی (NEC) شناخته می‌شود، باشگاه فوتبال هلندی است که در شهر نیمیخن بنیان‌گذاری شده‌است. اِن‌ئی‌سی که  در لیگ برتر هلند به رقابت می‌پردازد و عمده موفقیت این تیم به چهار دوره قهرمانی در جام حذفی فوتبال هلند به سال‌های ۷۳-۱۹۷۲، 
۱۹۸۲-۸۳، ۹۴-۱۹۹۳ و ۰۰-۱۹۹۹ برمی‌گردد.

## بازیکن ایرانی
علیرضا جهانبخش: (۲۰۱۳–۲۰۱۵)